# میلدرد درسلهاوس
میلدرد درسلهاوس (انگلیسی: Mildred Dresselhaus؛ زاده ۱۱ نوامبر ۱۹۳۰ - درگذشته ۲۰ فوریه ۲۰۱۷)، معروف به "ملکه کربن"، یک فیزیک‌دان در زمینه فیزیک کاربردی اهل ایالات متحده آمریکا بود.